# KK100
Il KK100 (in cinese: 京基100), precedentemente noto come Kingkey 100 e Kingkey Finance Center Plaza, è un grattacielo di Shenzhen alto 442 m, nella provincia di Guangdong, in Cina. È situato nel distretto di Luohu.

## Descrizione
L'edificio è alto 442 metri e ha cento piani; di questi, sessantotto sono destinati a uffici, ventidue ad un hotel a sei stelle e i quattro piani più alti ospitano un giardino e diversi ristoranti. I piani più vicini a terra ospitano invece il centro commerciale KK Mall, che ha negozi di lusso, ristoranti, un supermercato e il primo cinema IMAX di Shenzhen. È il secondo edificio più alto di Shenzhen e il nono più alto di tutta la Cina.